# Tom Kurvers
Tom Kurvers (14. září 1962, Minneapolis, Minnesota, USA – 21. června 2021) byl americký hokejista, který hrál na postu levého obránce.

## Kariéra
S hokejem začínal na Jeffersonově střední škole v Bloomingtonu, pak hrál v týmu University of Minnesota Duluth, zúčastnil se Mistrovství světa juniorů 1982, v roce 1984 obdržel Hobey Baker Memorial Award pro nejlepšího hráče univerzitní soutěže. V tomtéž roce nastoupil do Montreal Canadiens, s nimiž vyhrál roku 1986 Stanleyův pohár. Později hrál za New Jersey Devils (zde vytvořil klubový rekord, když v roce 1989 nahrál v utkání s Torontem na pět branek), Toronto Maple Leafs a New York Islanders. Proslul jako hráč na obránce nezvykle tvořivý a ofenzivně laděný, který měl někdy problémy dodržovat taktické příkazy. V NHL odehrál 659 zápasů, v nichž zaznamenal 93 gólů a 328 asistencí. Reprezentoval USA na světových šampionátech 1987 a 1989. Kariéru ukončil roku 1996 v japonském týmu Seibu Tetsudo Tokio. Později působil jako rozhlasový komentátor a scout, v sezóně 2009–2010 byl generálním manažerem Tampa Bay Lightning.
Byl ženatý, s manželkou Heather měli čtyři děti.